# Dorfkirche Neuendorf (Fläming)

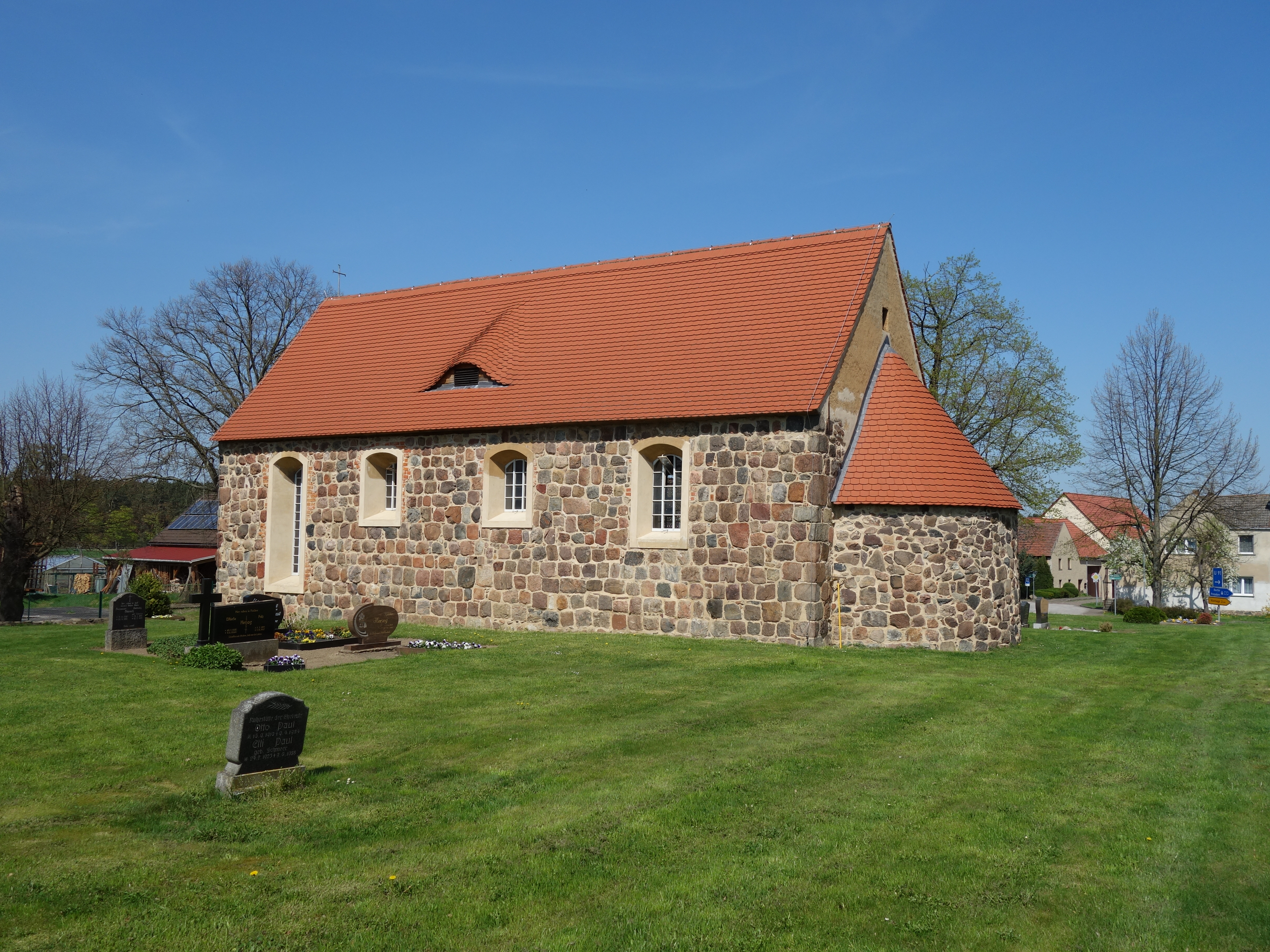
Südostansicht mit Apsis

Die Dorfkirche Neuendorf ist ein romanisches Kirchengebäude im Ortsteil Neuendorf der Gemeinde Rabenstein/Fläming im Landkreis Potsdam-Mittelmark  des deutschen Bundeslandes Brandenburg.

## Architektur
Der ursprüngliche, rechteckiger Feldsteinbau stammt aus der ersten Hälfte des 13. Jahrhunderts. Als Eingang dient ein rundbogiges Nordportal mit Flachschicht. Bei einem Umbau 1859/60 wurde die Kirche nach Osten erweitert (erkennbar an der reduzierten Wandstärke) und mit einer fensterlosen Apsis versehen. Die Fenster wurden erweitert und mit Stichbogen abgeschlossen. Ein westlicher Dachturm wurde 1974 abgerissen.

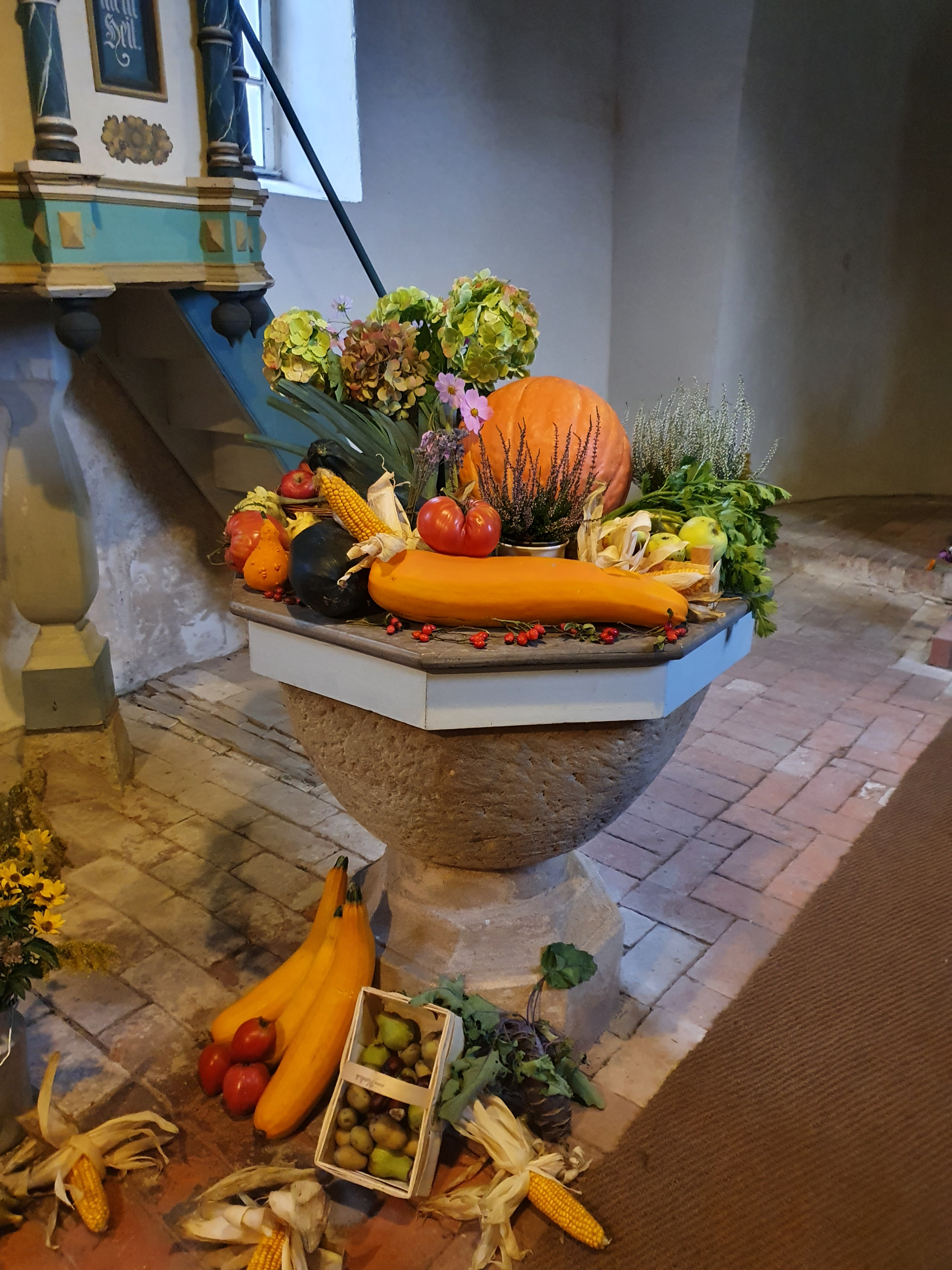
Gotischer Taufstein mit Erntedankgaben

## Innengestaltung
Die Holzdecke  ist mit einer Schablonenmalerei versehen. Vermutlich stammt diese von Restaurierungsarbeiten um 1912. Die Kirche verfügt über eine Süd- und Westempore, in die der Orgelprospekt von 1874 eingebaut ist. Auf der Südwand findet sich eine gemalte Schmuckquaderung aus dem späten 16. Jahrhundert. Der hölzerne Altaraufsatz stammt aus dem ersten Viertel des 18. Jahrhunderts, die ebenfalls hölzerne Kanzel aus dem Ende des 17. Jahrhunderts hat Ecksäulchen am polygonalen Korb. Die pokalförmige Sandsteintaufe ist noch gotischer Herkunft.